# 史蒂文·斯科特
史蒂文·斯科特（英語：Steven Scott，1985年1月10日—），英国男子射击运动员，主攻飞碟项目。他曾代表英国参加2016年夏季奥林匹克运动会射击比赛，获得男子双多向飞碟铜牌。